# Kertzfeld
Kertzfeld (en alsacien Kertzfàld) est une commune française située dans la circonscription administrative du Bas-Rhin et, depuis le 1er janvier 2021, dans le territoire de la Collectivité européenne d'Alsace, en région Grand Est.
Cette commune se trouve dans la région historique et culturelle d'Alsace.
Ses habitants sont appelés les Kertzfeldois.
Située au cœur de la plaine d'Alsace, dans le canton d'Erstein et l'arrondissement de Sélestat-Erstein, Kertzfeld est entourée par les villages de Westhouse, Benfeld et Huttenheim. Le village est desservi par la route départementale 1083 et par la gare de Benfeld. La Scheer coule au sud et au nord du village.

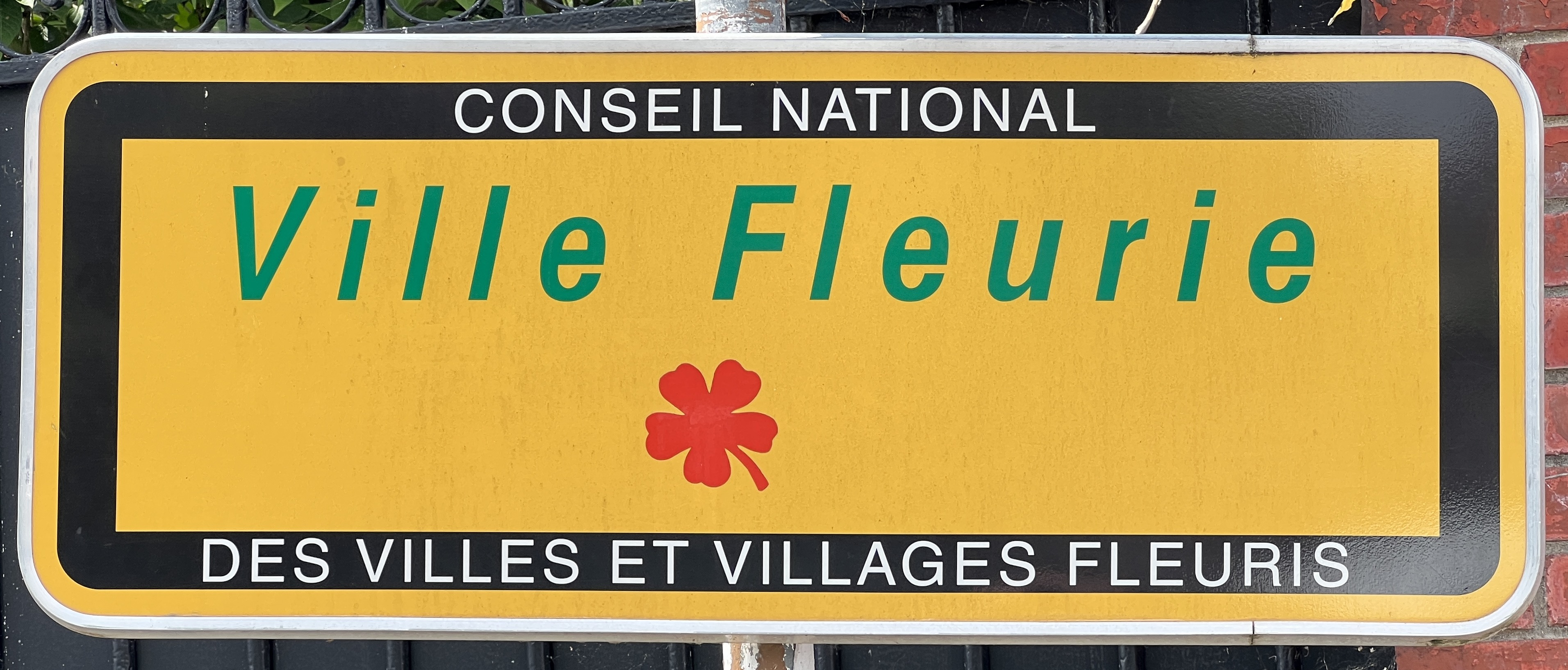
La récompense "Ville Fleurie", également connue sous le nom de "Villes et Villages fleuris, anciennement appelée concours, a été créée en 1959 en France pour promouvoir le fleurissement, l'environnement de vie et les espaces verts.

## Géographie
| Valff      | Westhouse  | Sand    |
| Zellwiller | Kertzfeld  | Benfeld |
| Stotzheim  | Huttenheim |         |

### Hydrographie

#### Réseau hydrographique
La commune est dans le bassin versant du Rhin au sein du bassin Rhin-Meuse. Elle est drainée par l'Andlau, le ruisseau la Scheer, le ruisseau Bruchgraben et le ruisseau la Scheer Neuve,.
L'Andlau, d'une longueur de 42 km, prend sa source dans la commune de Le Hohwald et se jette  dans l'Ill à Illkirch-Graffenstaden, après avoir traversé 21 communes. 
La Scheer, d'une longueur de 40 km, prend sa source dans la commune de Scherwiller et se jette  dans l'Andlau à Fegersheim, après avoir traversé 20 communes. 

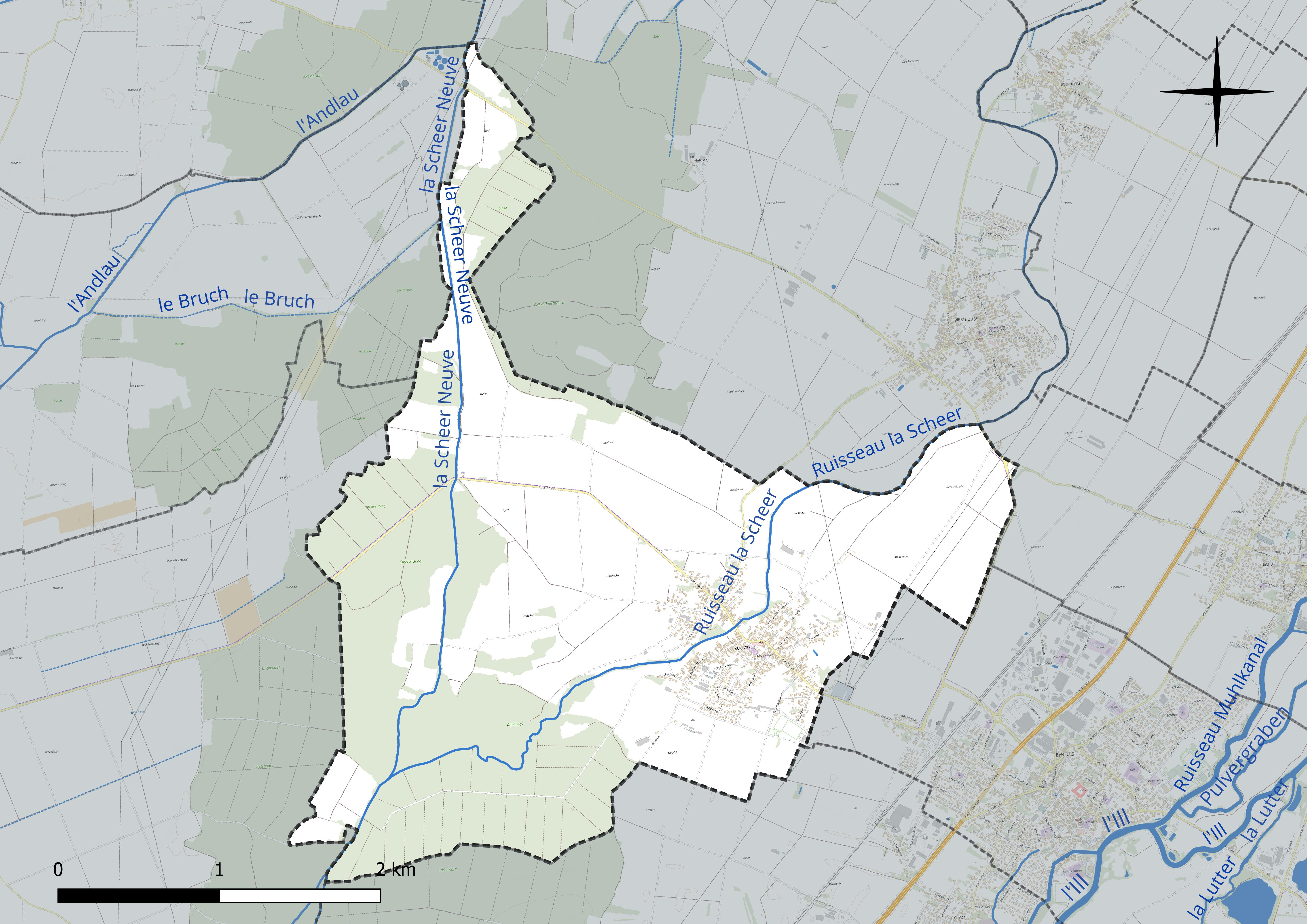
Réseau hydrographique de Kertzfeld.

#### Gestion et qualité des eaux
Le territoire communal est couvert par le schéma d'aménagement et de gestion des eaux (SAGE) « Ill Nappe Rhin ». Ce document de planification concerne la nappe phréatique rhénane, les cours d'eau de la plaine d'Alsace et du piémont oriental du Sundgau, les canaux situés entre l'Ill et le Rhin et les zones humides de la plaine d'Alsace. Le périmètre s’étend sur 3 596 km2. Il a été approuvé le 17 janvier 2005. La structure porteuse de l'élaboration et de la mise en œuvre est la région Grand Est. 
La qualité des cours d’eau peut être consultée sur un site dédié géré par les agences de l’eau et l’Agence française pour la biodiversité. 

### Climat
Pour des articles plus généraux, voir Climat du Grand Est et Climat du Bas-Rhin.
En 2010, le climat de la commune est de type climat des marges montargnardes, selon une étude du Centre national de la recherche scientifique s'appuyant sur une série de données couvrant la période 1971-2000. En 2020, Météo-France publie une typologie des climats de la France métropolitaine dans laquelle la commune est exposée à un climat semi-continental et est dans la région climatique  Alsace, caractérisée par une pluviométrie faible, particulièrement en automne et en hiver, un été chaud et bien ensoleillé, une humidité de l’air basse au printemps et en été, des vents faibles et des brouillards fréquents en automne (25 à 30 jours). 
Pour la période 1971-2000, la température annuelle moyenne est de 10,7 °C, avec une amplitude thermique annuelle de 17,8 °C. Le cumul annuel moyen de précipitations est de 590 mm, avec 7,5 jours de précipitations en janvier et 9,6 jours en juillet. Pour la période 1991-2020, la température moyenne annuelle observée sur la station météorologique de Météo-France la plus proche, « Selestat Sa », sur la commune de Sélestat à 16 km à vol d'oiseau, est de 11,4 °C et le cumul annuel moyen de précipitations est de 621,1 mm. 
La température maximale relevée sur cette station est de 39,3 °C, atteinte le 13 août 2003 ; la température minimale est de −17 °C, atteinte le 20 décembre 2009,,. 
Les paramètres climatiques de la commune ont été estimés pour le milieu du siècle (2041-2070) selon différents scénarios d'émission de gaz à effet de serre à partir des nouvelles projections climatiques de référence DRIAS-2020. Ils sont consultables sur un site dédié publié par Météo-France en novembre 2022.

## Urbanisme

### Typologie
Au 1er janvier 2024, Kertzfeld est catégorisée ceinture urbaine, selon la nouvelle grille communale de densité à sept niveaux définie par l'Insee en 2022.
Elle est située hors unité urbaine. Par ailleurs la commune fait partie de l'aire d'attraction de Strasbourg (partie française), dont elle est une commune de la couronne,. Cette aire, qui regroupe 268 communes, est catégorisée dans les aires de 700 000 habitants ou plus (hors Paris),.

### Occupation des sols
L'occupation des sols de la commune, telle qu'elle ressort de la base de données européenne d’occupation biophysique des sols Corine Land Cover (CLC), est marquée par l'importance des territoires agricoles (54,6 % en 2018), une proportion sensiblement équivalente à celle de 1990 (55 %). La répartition détaillée en 2018 est la suivante : 
terres arables (48,3 %), forêts (35,1 %), zones urbanisées (10,3 %), zones agricoles hétérogènes (6,3 %). L'évolution de l’occupation des sols de la commune et de ses infrastructures peut être observée sur les différentes représentations cartographiques du territoire : la carte de Cassini (XVIIIe siècle), la carte d'état-major (1820-1866) et les cartes ou photos aériennes de l'IGN pour la période actuelle (1950 à aujourd'hui).

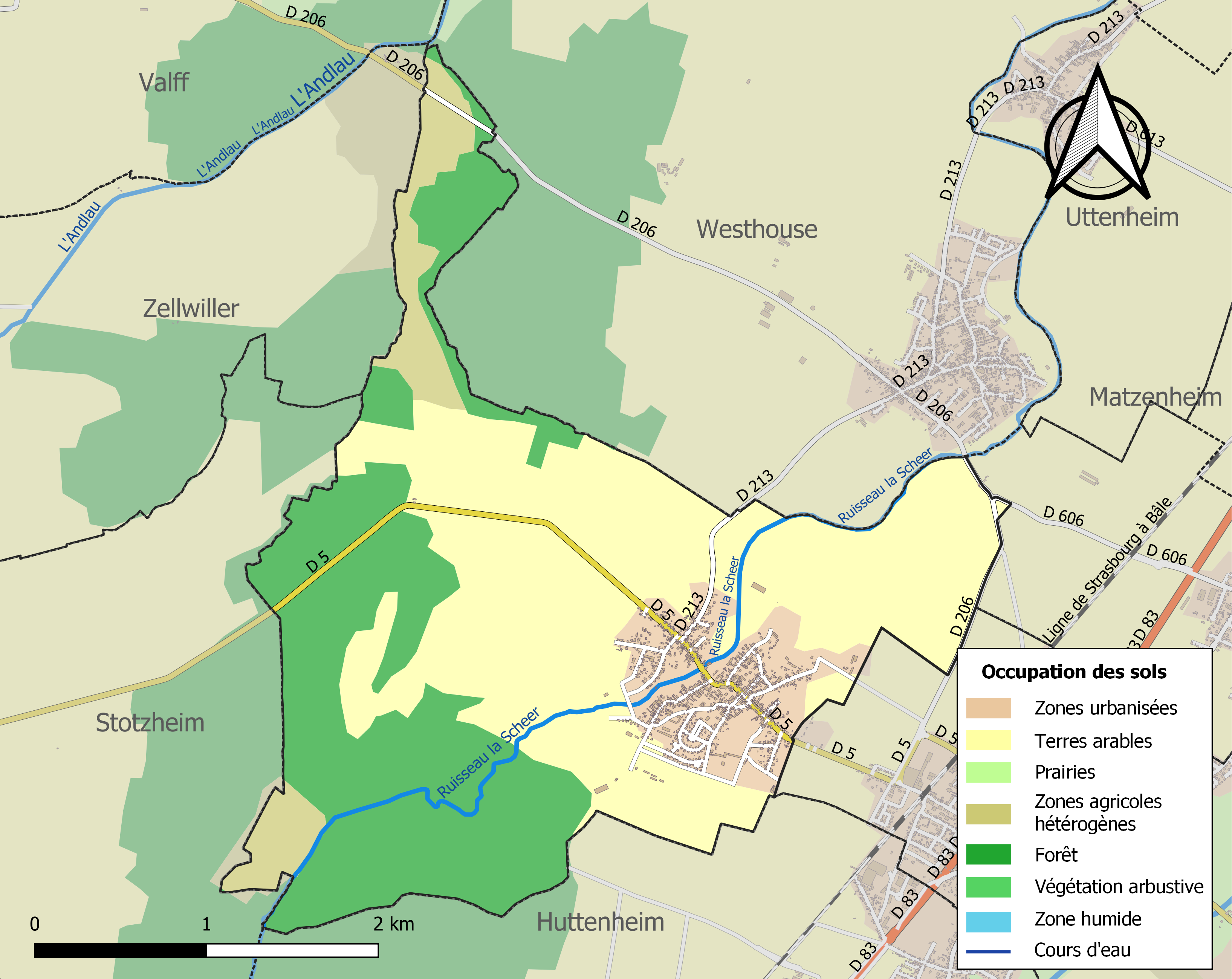
Carte des infrastructures et de l'occupation des sols de la commune en 2018 (CLC).

## Histoire
La première mention de Kertzfeld (Kercenvelt) apparaît en 1187. On y a retrouvé des vestiges démontrant une occupation romaine.

### Héraldique
| Blason de Kertzfeld | Blason  | Coupé : au premier d'or à l'étoile de six rais de sable, au second d'azur plain. |
| Blason de Kertzfeld | Détails |                                                                                  |

## Politique et administration
| Période                                  | Période            | Identité                     | Étiquette | Qualité |
| ---------------------------------------- | ------------------ | ---------------------------- | --------- | ------- |
| mars 2001                                | mars 2008          | Lydie Sipp                   |           |         |
| mars 2008                                | mars 2014          | Christophe Saettel           |           |         |
| mars 2014                                | avril 2020 (décès) | Claude Schoettel             |           |         |
| juin 2020                                | en cours           | Brigitte Bimboes-Otzenberger |           |         |
| Les données manquantes sont à compléter. |                    |                              |           |         |

## Démographie
Les habitants de Kertzfeld sont appelés les Kertzfeldois et Kertzfeldoises.

L'évolution du nombre d'habitants est connue à travers les recensements de la population effectués dans la commune depuis 1793. Pour les communes de moins de 10 000 habitants, une enquête de recensement portant sur toute la population est réalisée tous les cinq ans, les populations de référence des années intermédiaires étant quant à elles estimées par interpolation ou extrapolation. Pour la commune, le premier recensement exhaustif entrant dans le cadre du nouveau dispositif a été réalisé en 2008.

En 2022, la commune comptait 1 222 habitants, en évolution de −1,13 % par rapport à 2016 (Bas-Rhin : +3,17 %, France hors Mayotte : +2,11 %).
| 1793 | 1800 | 1806 | 1821 | 1831 | 1836  | 1841  | 1846  | 1851  |
| ---- | ---- | ---- | ---- | ---- | ----- | ----- | ----- | ----- |
| 557  | 544  | 676  | 754  | 906  | 1 021 | 1 010 | 1 059 | 1 056 |

| 1856  | 1861  | 1866  | 1871  | 1875 | 1880 | 1885 | 1890 | 1895 |
| ----- | ----- | ----- | ----- | ---- | ---- | ---- | ---- | ---- |
| 1 035 | 1 006 | 1 037 | 1 023 | 986  | 991  | 980  | 958  | 973  |

| 1900 | 1905 | 1910 | 1921 | 1926 | 1931 | 1936 | 1946 | 1954 |
| ---- | ---- | ---- | ---- | ---- | ---- | ---- | ---- | ---- |
| 916  | 954  | 954  | 937  | 900  | 856  | 846  | 800  | 758  |

| 1962 | 1968 | 1975 | 1982 | 1990 | 1999  | 2006  | 2008  | 2013  |
| ---- | ---- | ---- | ---- | ---- | ----- | ----- | ----- | ----- |
| 770  | 770  | 812  | 831  | 947  | 1 121 | 1 277 | 1 321 | 1 263 |

| 2018  | 2022  | - | - | - | - | - | - | - |
| ----- | ----- | - | - | - | - | - | - | - |
| 1 207 | 1 222 | - | - | - | - | - | - | - |

## Lieux et monuments

### L'église Saint-Arbogast
L'église paroissiale a été reconstruite en 1837. La base du clocher remonte à 1705. Au fond du porche on peut apercevoir un arc en plein cintre de tradition gothique. L'église abrite des fonts baptismaux du XVIe siècle et un sarcophage emmuré dans le clocher.
L'orgue est de Stiehr-Mockers, 1842.

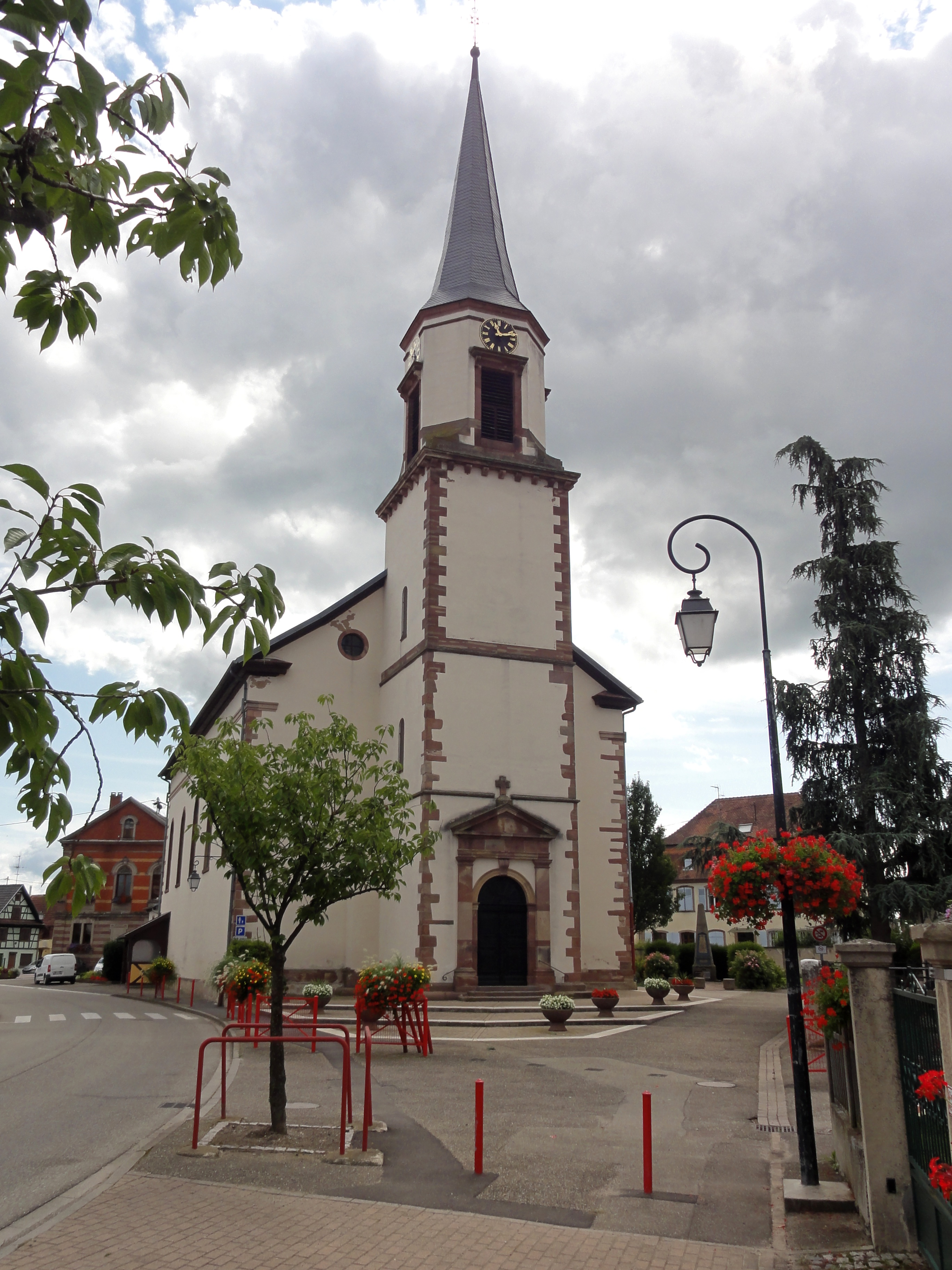
Église Saint-Arbogast.
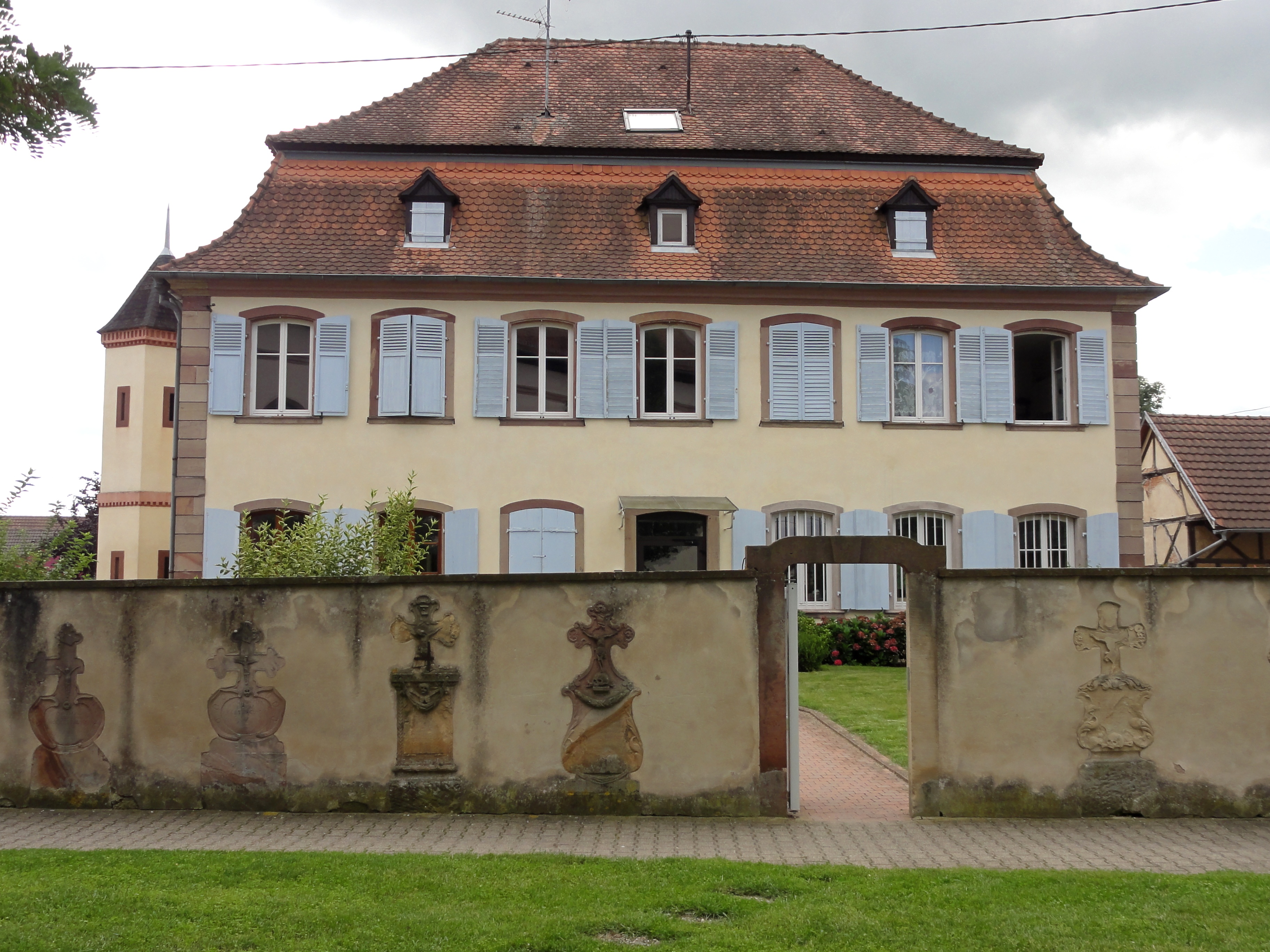
Presbytère, ancienne maison aux dîmes (XVIIIe), 1 rue de l'Église.
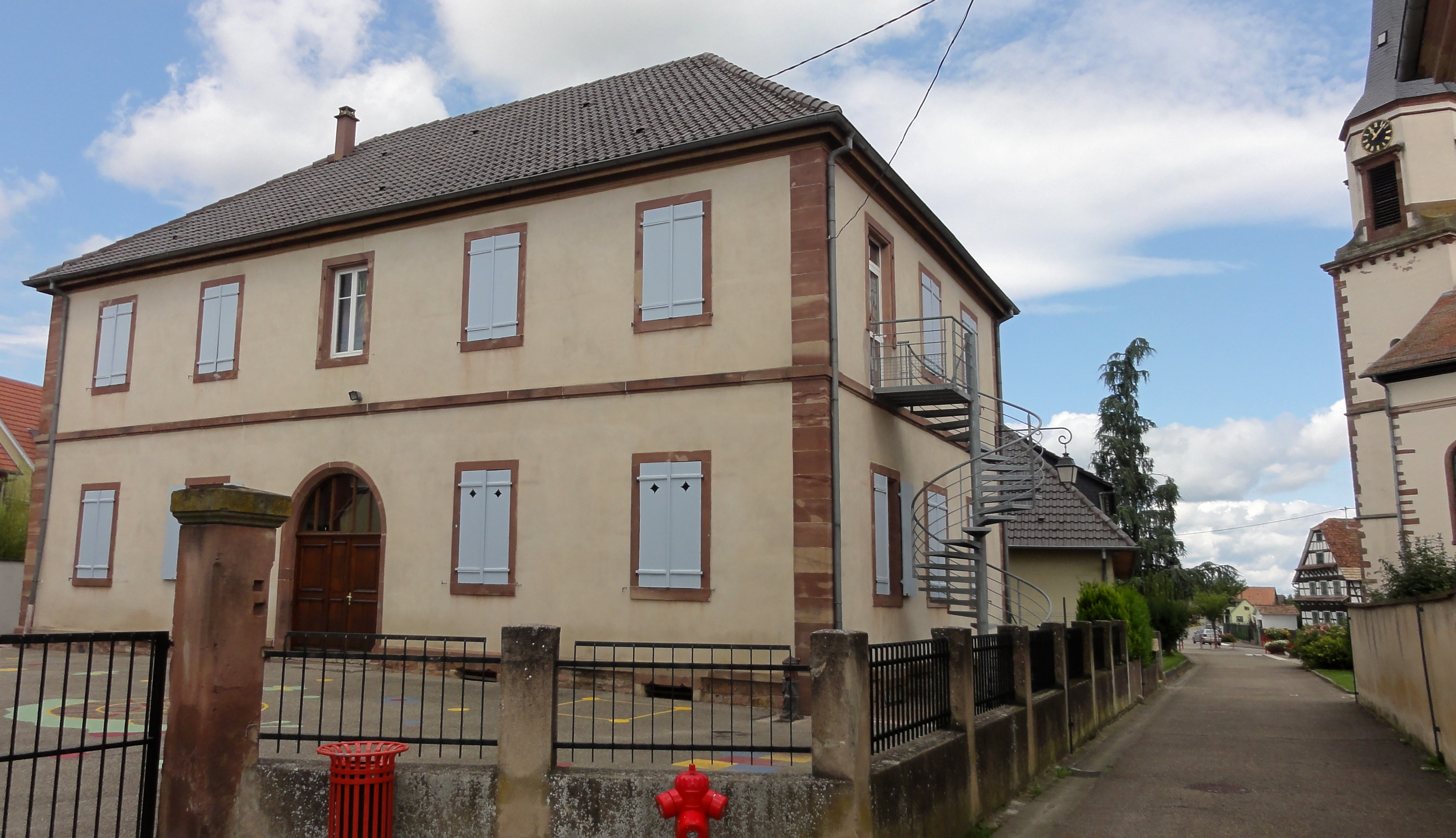
École (XIXe), 4 rue de l'Église.

## Personnalités liées à la commune
Jacqui Dugeperoux, entraîneur du RCS ( remporte la coupe de la Ligue )

## Cours d'eau
La petite rivière qui traverse le village est la Scheer. Elle est issue d'divers bras de l'Aubach près de Scherwiller.